# Commelina aurantiiflora
Commelina aurantiiflora là một loài thực vật có hoa trong họ Commelinaceae. Loài này được Faden & Raynsf. mô tả khoa học đầu tiên năm 1994.